# Jean Forné
Jean Forné (Sant Llorenç de Cerdans, 13 de febrer del 1829 - ?) va ser un metge i professor vallespirenc, alcalde i diputat a l'Assemblea Nacional francesa.

## Biografia
Va ser batejat Jean Jacques Joseph. Estudià medicina a la universitat de Montpeller i el 1855 s'establí com a metge als Banys d'Arles (antic municipi independent, en l'actualitat integrat als Banys d'Arles i Palaldà). Va ser regidor i alcalde de la vila entre el 1870 i el 14.2.1874, i del 12.8.1876 al 14.5.1886, quan dimití per raons de salut. Compaginà el càrrec edilici amb l'escó a l'Assemblea Nacional que Paul Massot havia deixat vacant en accedir al Senat, i hi enllaçà dos mandats entre el 27 de gener del 1878 i el 9 de novembre del 1885, a les files de la Union républicaine. El 1879 presentà, amb els diputats nord-catalans Frederic Escanyé i Llàtzer Escarguel, una proposició de llei per tal d'amnistiar els condemnats pels consells de guerra posteriors al 1870 al departament. El 1882 es presentà, sense èxit, a les eleccions per a senador.
Posteriorment (1890) va ser professor a Nogent-sur-Marne, a la rodalia de París.
Un doctor Fortuné Forné coetani, doctorat a Montpeller el 1870, publicà diverses obres mèdiques i, entre elles, una sobre els Banys. Patentà a França i als Estats Units el 1891 un model d'inhalador que havia inventat.

## Obres
- Forné, Jean. Essai sur la grippe.  Montpellier: s.n., 1857. Tesi doctoral en medicina (Montpeller, 23 de desembre del 1857)